# Dion z Syrakuz
Dion (ur. 405 p.n.e., zm. 354 p.n.e.) – syrakuzański polityk, wódz i filozof. 
Był przyjacielem i uczniem Platona, synem Hipparinosa, zięciem Dionizjusza I Starszego oraz szwagrem i doradcą Dionizjusza II Młodszego, którego usiłował skłonić do przeprowadzenia reform w duchu idealnego państwa swego mistrza. 

## Działania na płaszczyźnie politycznej
Z Platonem zaprzyjaźnił się podczas jego pobytu w Syrakuzach w 389 p.n.e. Prawdopodobnie podczas jego drugiego pobytu w Syrakuzach w 366 p.n.e. przygotowywał przejęcie władzy, albo przez abdykację Dionizjusza Młodszego, albo przez całkowite podporządkowanie go sobie. Przechwycono jednak list Diona do władz Kartaginy, w którym domagał się, aby wszelkie układy z Syrakuzami były prowadzone w jego obecności. Uznano to za dowód zdrady. Nie jest także wykluczone, że cała sprawa była intrygą pałacową, uknutą przez niechętne Dionowi osoby, podsycające zazdrość Dionizjusza o przyjaźń Diona z Platonem. Ostatecznie Dion został skazany na wygnanie, mógł jednak korzystać z majątku. 
Udał się do Aten, gdzie przygotowywał wyprawę przeciw tyranowi wespół z innymi, niechętnymi tyranii uczniami Akademii Platońskiej. Próby Platona pogodzenia Dionizjusza Młodszego z Dionem spełzły na niczym. 

## Obalenie tyranii Dionizjusza Młodszego
W sierpniu 357 p.n.e. Dion powrócił na Sycylię na czele niewielkiego oddziału najemników liczącego półtora tysiąca żołnierzy i zdołał obalić Dionizjusza, który początkowo schronił się na Ortygii, aby w końcu zakończyć życie w Koryncie jako osoba prywatna. Diodor Sycylijski w ten sposób opisał zaskakujące przejęcie władzy przez Diona:

Dion, syn Hipparionosa, wylądował na Sycylii z zamiarem obalenia tyranii Dionizjusza, i dysponując siłami mniejszymi od kogokolwiek, kto przed nim znalazł się w podobnej sytuacji, wbrew wszelkim kalkulacjom obalił największą potęgę w Europie. Wprost nie chce się wierzyć, że przypłynąwszy dwoma statkami transportowymi, pokonał władcę posiadającego czterysta wielkich okrętów wojennych, sto tysięcy piechoty, dziesięć tysięcy jazdy i tak wielkie zasoby pieniężne, jakie musi posiadać ten, który planuje pełne zaopatrzenie dla wspomnianych wyżej sił wojskowych

Przejąć władzę pozwolił Dionowi m.in. bunt miast sycylijskich zależnych od Syrakuz, które ogłosiły niezależność (Akragas, Gela, Kamaryna) oraz Sykulów zamieszkujących granice państwa Dionizjusza, a także wsparcie ze strony przywódcy demokratów, Heraklejdesa, oraz rebelia jego zwolenników w samych Syrakuzach. W rezultacie tego Dion wkroczył do Syrakuz, witany jak wybawiciel. Opierając się jednak żądaniom ludu tracił popularność na rzecz zwolenników skrajnej demokracji - w efekcie tego został wygnany. 
Udało mu się przejąć władzę raz jeszcze. Sprawował ją surowo, m.in. kazał zabić Heraklejdesa, który uprzednio przyczynił się do wypędzenia go. Usiłował wprowadzić ustrój arystokratyczny, wcielając w życie plany idealnego państwa Platona, chociaż intencje i plany Diona nie są całkiem jasne. Został zamordowany w wyniku spisku innego ucznia Platona, Kalliposa, który ogłosił się samowładcą.